# Dominik Hrušovský
Dominik Hrušovský (ur. 1 czerwca 1926 w Maňa, zm. 27 lipca 2016 w Trnawie) – słowacki duchowny katolicki, arcybiskup, emerytowany nuncjusz apostolski na Białorusi.

## Życiorys
23 grudnia 1950 otrzymał w Rzymie święcenia kapłańskie z rąk kard. Luigiego Traglii.
18 grudnia 1982 został mianowany przez Jana Pawła II biskupem dla Słowaków zamieszkujących poza swoim krajem oraz biskupem tytularnym Tubii. Sakry biskupiej 6 stycznia 1983 udzielił sam papież.
17 grudnia 1992 został mianowany biskupem pomocniczym archidiecezji bratysławsko-trnawskiej.
15 kwietnia 1996 został mianowany nuncjuszem apostolskim na Białorusi oraz podniesiony do godności arcybiskupa. 28 lipca 2001 przeszedł na emeryturę.